# روبرت إيفانز (سياسي)
روبرت إيفانز (بالإنجليزية: Robert Evans)‏ هو سياسي أمريكي، ولد في 3 فبراير 1950 في الولايات المتحدة. حزبياً، نشط في الحزب الديمقراطي. وقد انتخب عضو مجلس نواب مسيسيبي.